# Reimund Bieringer

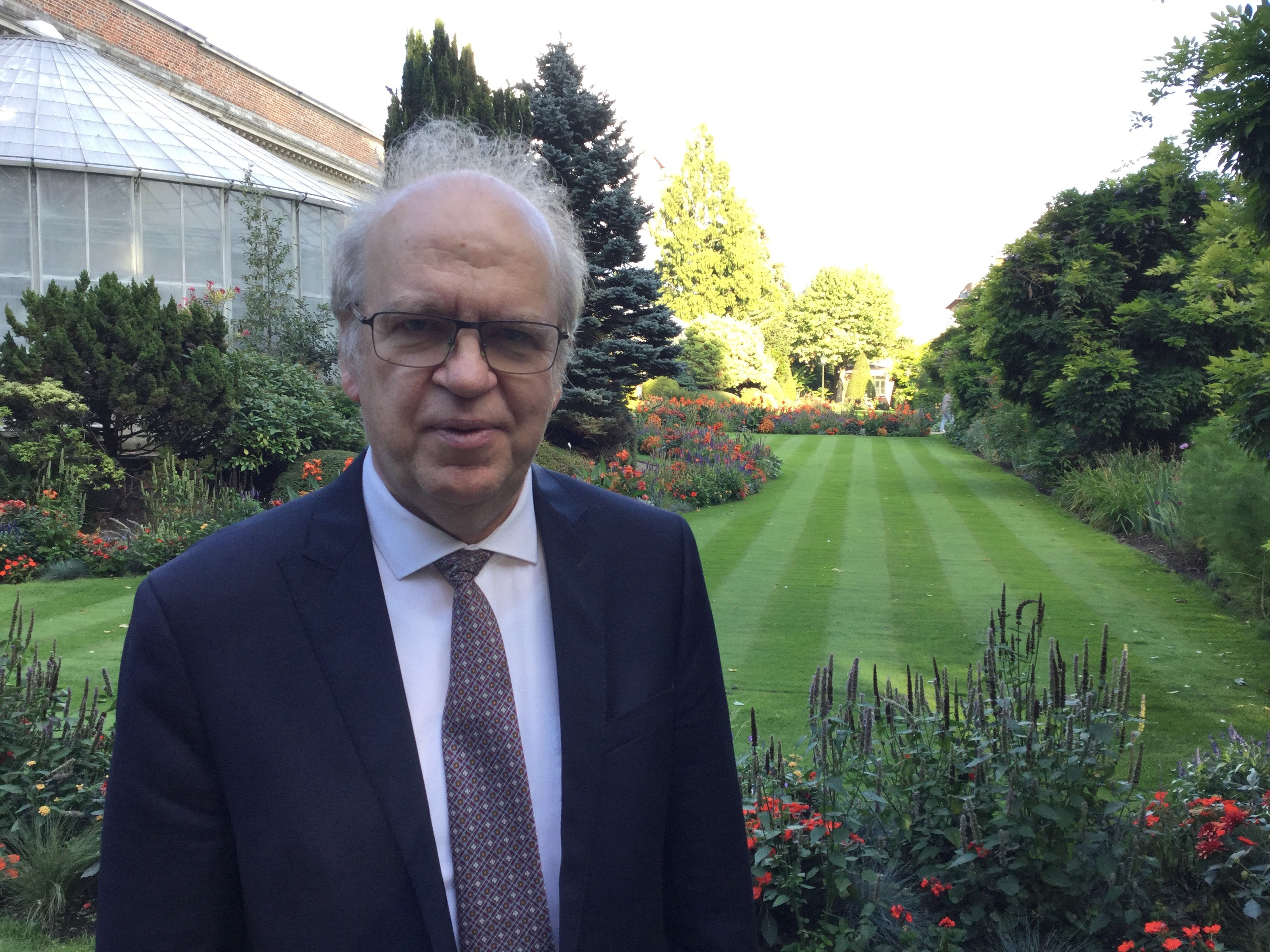
Reimund Bieringer in 2018

Reimund Bieringer (Homburg, 1957) is een Duitse rooms-katholieke priester, theoloog en hoogleraar aan de Faculteit Theologie en Religiewetenschappen van de Katholieke Universiteit Leuven. Hij is gespecialiseerd in het Nieuwe Testament.

## Levensloop
Reimund Bieringer studeerde theologie aan de Philosophisch-Theologische Hochschule Sankt Georgen in Frankfurt am Main en vervolledigde zijn studies aan Faculteit Theologie van de Katholieke Universiteit Leuven, waar hij in 1986 doctoreerde.
In 1988 werd hij tot priester gewijd in het bisdom Speyer en was hij onderpastoor in de parochie Rodalben tot 1990.
Sinds 1990 is hij werkzaam op de Faculteit Theologie en Religiewetenschappen van de KU Leuven, waar hij van 2008 tot 2012 vicedecaan was. Hij doceert nieuwtestamentexegese, Bijbelse hermeneutiek en Bijbelgrieks en doceert aan de Faculteit Economie en Bedrijfswetenschappen tevens Religie, zingeving en levensbeschouwing.
Hij is of was voorzitter van de Vlaamse Bijbelstichting, secretaris van het Colloquium Biblicum Lovaniense, secretaris van het Colloquium Oecumenicum Paulinum, hoofd van de onderzoeksgroep Exegese, Hermeneutiek en Theologie van het Corpus Paulinum en het Corpus Johanneum en hoofd van de onderzoeksgroep Normativity of the Future and Theology. Van 2012 tot 2015 was hij voorzitter van de European Association of Biblical Studies.
In september 2021 volgde hij Gabriël Quicke op als president van het Heilige Geestcollege en het Leo XIII-seminarie in Leuven, twee studentenresidenties van de KU Leuven.